# Thomas Goldwell
Thomas Goldwell est le dernier prieur de Christ Church, la cathédrale de Canterbury, jusqu'à la dissolution du prieuré lors de la dissolution des monastères en mars 1540. 

## Biographie
Thomas Goldwell devient prieur de la cathédrale de Canterbury en 1517. Au cours de son priorat, il entretient une correspondance avec Thomas Cromwell au sujet d'Elizabeth Barton, la « fille du Kent »,. Dans ces lettres, il rapporte que l'archevêque de l'époque, William Warham « montrait beaucoup plus d'intérêt pour les paroles d'Elizabeth, dans des actes dont elle avait connaissance et dont elle présumait comprendre l'intention, qu'elle ne lui en montrait »,.
Le 10 décembre 1534, il signe la reconnaissance de la suprématie royale aux côtés de ses 69 moines. À partir de cette date, et jusqu'à la dissolution du monastère, il fait en sorte que, de manière générale, le prieuré obéisse à la volonté du roi et de Cromwell.  En été 1537, il reçoit le roi et Jane Seymour à l'abbaye Saint-Augustin pour leur voyage estival de Canterbury à Douvres. En guise de récompense pour son obéissance à la suprématie royale, il reçoit une pension de 80 £ le 4 avril 1539, accompagné « de la charge de l'un des prébendiers [de la nouvelle cathédrale] », après la capitulation du monastère par son archevêque en mars 1539.

## Sources
- Histoire du comté de Victoria  sur British History Online